# Wieszcz-mieszok

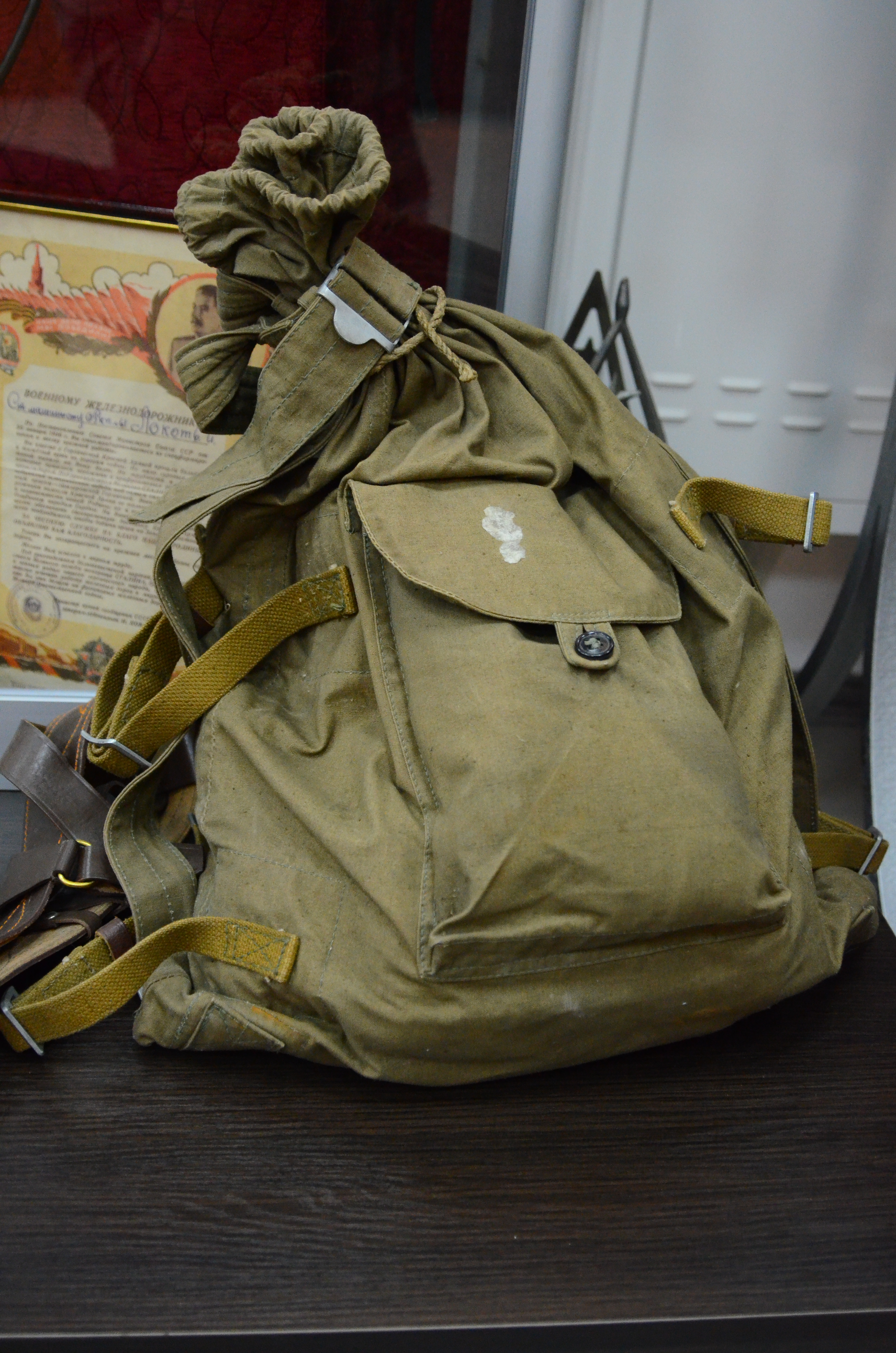
Wieszcz-mieszok w donieckim Muzeum Kolejnictwa

Wieszcz-mieszok (ros. вещмешóк, вещевóй мешóк, w dosłownym tłumaczeniu worek na rzeczy) – rodzaj plecaka wojskowego w formie worka wykonanego z brezentu z wiązaniem w górnej części, charakterystyczny dla rosyjskich i radzieckich sił zbrojnych.
Wieszcz-mieszok jest zwykle wiązany za pomocą sznurka, rzemienia lub paska. Jego pojemność wynosi około 30 litrów. Wieszcz-mieszok został po raz pierwszy przyjęty na wyposażenie rosyjskiej armii carskiej w 1874 roku, należał do wyposażenia indywidualnego szeregowców i podoficerów, okres użytkowania egzemplarza ustalono na 8 lat. W Siłach Zbrojnych ZSRR nosił on oficjalną nazwę „worek na rzeczy wykonany z tkaniny namiotowej impregnowanej środkiem wodoodpornym, z kieszenią zewnętrzną i paskami do mocowania rolki płaszcza” i wchodził w skład wyposażenia polowego szeregowych oraz podoficerów jednostek zmotoryzowanych. We współczesnej armii rosyjskiej podobne torby były używane aż do 2015 roku.